# Kallima paralekta
Espèce
Synonymes
- Kallima hewitsoni Moore, 1879[1]
- Paphia paralekta Horsfield, 1829[1]

Kallima paralekta est une espèce d’insectes lépidoptères (papillons) de la famille des Nymphalidae, de la sous-famille des Nymphalinae et du genre Kallima.

## Systématique
L'espèce Kallima paralekta a été initialement décrite par Thomas Horsfield en 1829 sous le protonyme de Paphia paralekta, puis rattachée au genre Kalima par Edward Doubleday en 1849.

## Liste des sous-espèces
Selon BioLib (30 décembre 2020) :
- sous-espèce Kallima paralekta baliensis Kalis, 1941
- sous-espèce Kallima paralekta caeca Roepke, 1938
- sous-espèce Kallima paralekta nubilosa Fruhstorfer, 1913
- sous-espèce Kallima paralekta paralekta (Horsfield, 1829) - Java
- sous-espèce Kallima paralekta trebonia Fruhstorfer, 1909 - Sumatra

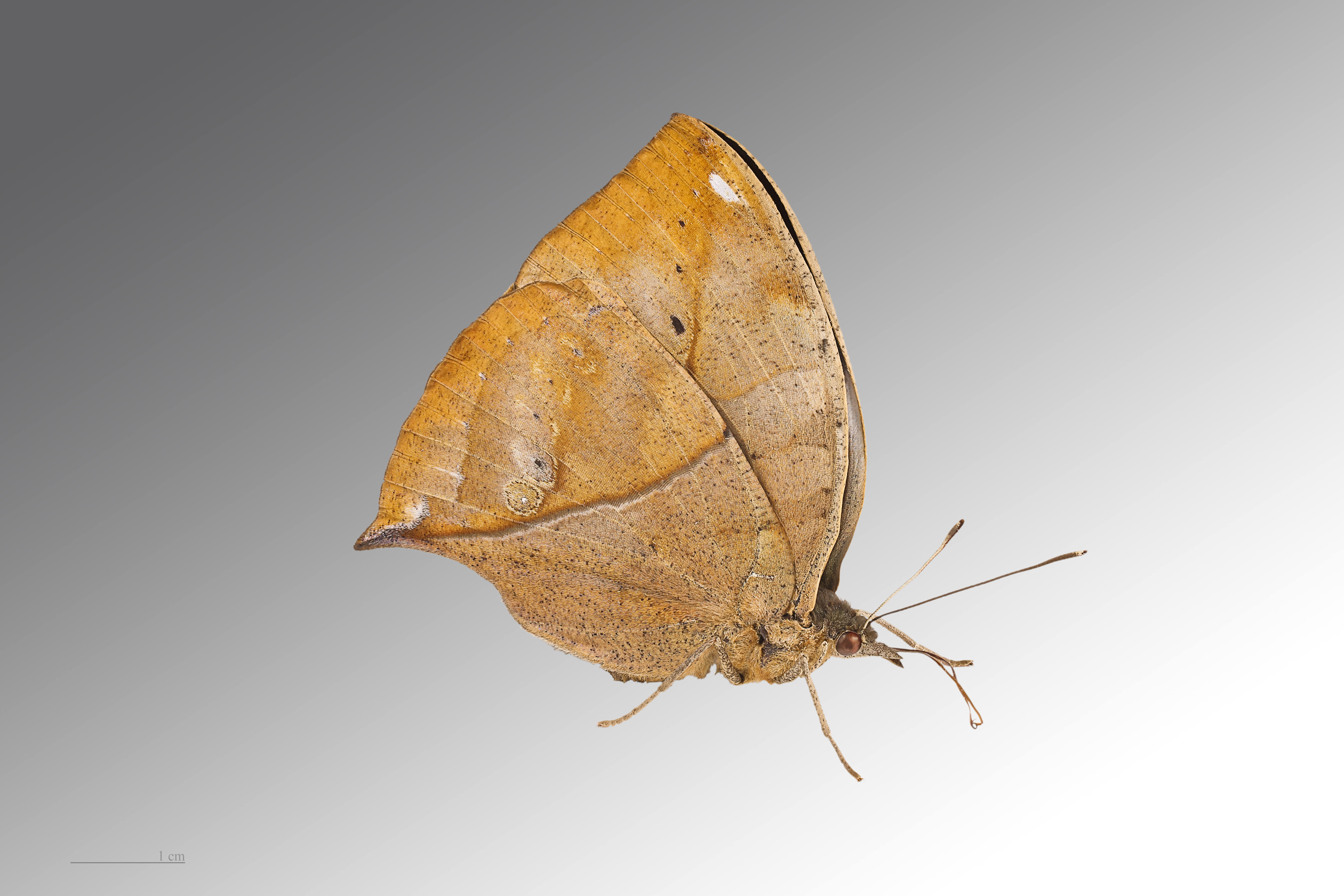
Kallima paralekta paralekta femelle.

## Biologie
Les larves se développent sur les Strobilanthes et les Pseuderanthemum